# Slag om Monte Cassino
De Slag om Monte Cassino (Italiaans: Montecassino), ook wel de Slag om Rome genoemd, was een reeks aanvallen van de geallieerden tijdens de Italiaanse Veldtocht waarmee zij probeerden door de Gustav-linie te breken.
De bedoeling was de ingesloten geallieerde troepen van de Landing bij Anzio te bereiken en door te breken naar Rome. Oorspronkelijk was de Landing bij Anzio bedoeld om de Gustavlinie te omzeilen en een kostbare aanval op deze linie te vermijden, maar Duitse troepen sloten de geallieerde invasiemacht in.
Eind 1943 rukten de geallieerden op, maar bij de Gustavlinie kwam hun opmars tot stilstand. De commandant van de Duitse 'elite' Eerste Duitse luchtlandingsdivisie, Julius Schlegel, liet de kostbare bibliotheek van het Klooster van Montecassino met meer dan 1200 unieke historische documenten en boeken in Rome in veiligheid brengen. Volgens de piloten die het klooster later zouden bombarderen, werden de geallieerden beschoten vanuit het klooster, waardoor men genoodzaakt was om het te bombarderen.

## Verloop van de slag
De eerste slag begon op 4 januari 1944. Van 17 tot 25 januari probeerden Amerikaanse eenheden tevergeefs de berg en de stad in te nemen. Met zware verliezen trokken de Amerikanen zich terug.
De Nieuw-Zeelandse generaal Bernard Freyberg eiste en kreeg een bombardement van het klooster, hoewel alle Duitse troepen zich in de bergwand op minstens 300 meter van het historische gebouw bevonden. Op 15 februari werd het Klooster van Montecassino door een geallieerd bombardement verwoest. De katholieke piloten kregen de optie van de aalmoezenier om niet deel te nemen aan de operatie, maar omdat paus Pius XII toestemming verleend had, besloten allen de missie te volbrengen. In twee aanvalsgolven gooiden de 12e en 15e Luchtvloot 435 ton bommen op het gebouw. In de kelders van het gebouw hadden de monniken en 800 burgers een toevlucht gezocht; 250 van hen vonden de dood. Hierna gaf Kesselring op 17 februari zijn troepen toestemming de ruïnes van het gebouw ter verdediging in te nemen.
Dan volgde van 15 tot 18 februari een nieuwe aanval, die evenals de eerste vastliep.
De ruïnes werden op 15 maart opnieuw gebombardeerd. Van 15 tot 25 maart volgde een derde aanval. Ook deze aanval liep vast op de taaie Duitse verdediging van het klooster en de stad. De geallieerde strijdmacht bestond uit Amerikaanse, Britse, Indiase, Canadese, Australische en Nieuw-Zeelandse eenheden.

Eerste slag (24 januari - 11 februari 1944)
Tweede slag (15-18 februari 1944)
Derde slag (15-30 maart 1944)

De zogenoemde Vierde Slag om Monte Cassino werd uitgevochten door het Poolse 2e Korps onder generaal Władysław Anders. Bij de eerste aanval (11-12 mei) leed het korps zware verliezen, maar stelde wel het Britse 8e Leger onder generaal Oliver Leese in staat om door de Duitse linies in de vallei van de rivier Liri beneden het klooster te breken.
De tweede aanval (17-19 mei) verliep ten koste van zeer zware verliezen onder de Poolse troepen. Het werd door de Polen uitgevoerd met de hulp van Franse hulptroepen, gerekruteerd onder de Algerijnse en Marokkaanse bergbewoners. Zij verdreven de Duitsers (de genoemde eerste luchtlandingsdivisie) uit de heuvels rondom het klooster en omsingelden deze bijna. Na afloop trokken de Marokkaanse en  andere koloniale troepen moordend en verkrachtend de omliggende dorpen in. Deze oorlogsmisdaad staat bekend als Marocchinate. Op 18 mei slaagde een verkenningseenheid van de Poolse ulanen erin om de ruïnes van het klooster te bezetten.
De verovering van Monte Cassino maakte de opmars van Britse en Amerikaanse troepen naar Rome mogelijk. Rome viel op 4 juni 1944 in hun handen, twee dagen voor de Landing in Normandië.
Bij de gevechten zijn 105.000 geallieerde en 80.000 Duitse troepen betrokken geweest. 20.000 Duitse en 54.000 geallieerde troepen werden hierbij gedood of raakten gewond of vermist.

## Monte Cassino en het Poolse nationale bewustzijn
In de definitieve aanval op de Duitse stellingen werd de hoofdrol gespeeld door het Poolse 2e Korps van generaal Władysław Anders. Van deze Poolse soldaten sneuvelden er ongeveer 4.000.
In het Poolse nationale bewustzijn wordt grote betekenis toegekend aan deze slag, want dit was voor de Poolse troepen aan het westfront in Europa een van de grootste overwinningen op de Duitsers tijdens de Tweede Wereldoorlog. Terwijl het Poolse leger in het Westen, de Poolse regering in Londense ballingschap en het Armia Krajowa in de periode van de Volksrepubliek Polen onderwerpen waren die taboe waren verklaard, mocht men wel (pas vanaf de jaren zestig) – als een soort uitlaatklep – de Poolse bijdrage in de Slag bij Monte Cassino verheerlijken.

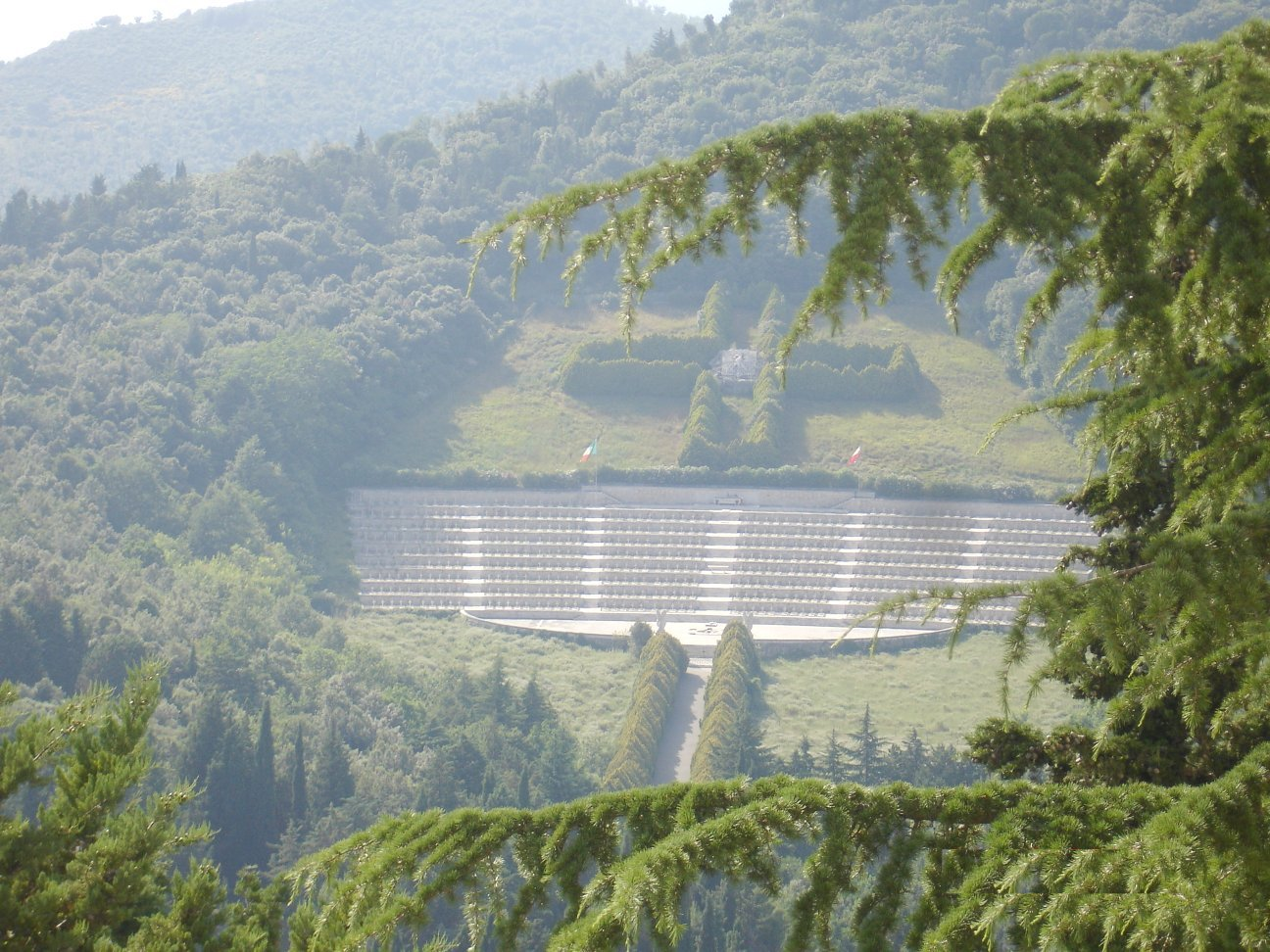
Pools ereveld op de helling van Heuvel 593, gezien vanaf het klooster

Bijna alle Polen kennen het lied "Rode klaprozen op de Monte Cassino", dat het volgende refrein heeft:
Rode klaprozen op de Monte Cassino
In plaats van dauw dronken jullie Pools bloed.
Langs die klaprozen ging de soldaat, en daar sneuvelde hij
Maar sterker dan de dood was zijn toorn.
De jaren en eeuwen gaan voorbij,
Maar de sporen van die langvervlogen dagen blijven
En de klaprozen op de Monte Cassino zullen nog roder zijn
Want zij groeien uit Pools bloed.

## Muziek
De Zweedse band Sabaton bracht in 2008 hun album The Art of War uit met daarop een nummer over de Slag om Monte Cassino: Union (Slopes of St. Benedict).